# Hervé Banti
Hervé Banti (Ollioules, 26 de março de 1977) é um triatleta profissional monegasco. 

## Carreira
Hervé Banti competidor do ITU World Triathlon Series,. disputou os Jogos de Londres 2012, ficando em 49º .